# Joshua Mahamadu Hamidu
Joshua Mahamadu Hamidu (Yendi, Ghana, 1936-Acra, 1 de febrero de 2021) fue un militar y diplomático ghanés retirado.

## Cargos desempeñados a lo largo de su vida
- De 1967 a 1968 fue el comandante de la Academia Militar de Ghana.
- De 1969 a 1972 fue el Comandante del regimiento de la señal del ejército y el director de Inteligencia Militar.
- De 1974 a 1976 fue Embajador de Ghana en Dakar (Senegal), con acreditación simultánea de Banjul (Gambia) y Nuakchot (Mauritania)).
- En 1976 fue comandante fundador de la Ghana Armed Forces Staff College
- De 1977 a 1978 fue Alto Comisionado en Lusaka (Zambia), con acreditación simultánea de Gaborone (Botsuana), Maseru (Lesoto) y Maputo (Mozambique).
- En 1979 fue Jefe de Estado Mayor de Defensa y fue oficial de enlace entre el aparato gubernamental y el Armed Forces Revolutionary Council, Ghana.
- En 1980 fue retirado.
- En 1983 fue designado Director Regional para África de Visión Mundial Internacional.
- De 1976 a 1977 se desempeñó como Presidente de la Corporación de Desarrollo de Tema y como miembro del Consejo de la Universidad de Ghana.
- De 1978 a 1979 se desempeñó como Presidente de la Comisión de Licencias de Importación y de la Comisión de Asignación de Divisas.
- De enero de 2001 hasta los tristes acontecimientos de Dagbon en marzo de 2002 cuando renunció para limpiar legalmente su nombre en medio de acusaciones de supuesta, fue el asesor de Seguridad Nacional del Gobierno del presidente Kufuor
- De marzo de 2002 a 2005 fue Alto Comisionado en Abuya (Nigeria).[2]